# Coalcomán de Vázquez Pallares
Coalcomán de Vázquez Pallares è una municipalità dello stato di Michoacán, nel Messico centrale, il cui capoluogo è la località omonima.
La municipalità conta 17.615 abitanti (2010) e ha un'estensione di 2.826,92 km².
Il significato di Coalcomán in lingua nahuatl è serpente con le mani, mentre la seconda parte ricorda Jesús Vázquez Pallares, avvocato e uomo politico locale.